# Pittsburgh Maulers
De Pittsburgh Maulers was een team uit Pittsburgh, Pennsylvania dat in 1984 uitkwam in de United States Football League (USFL).
Hun belangrijkste speler was running back Mike Rozier, de eerst gekozen speler uit de USFL Draft, hij won de Heismantrofee, de meest gewilde prijs op gebied van College Football.
De eigenaar van de Maulers was winkelmagnaat Edward DeBartolo Sr., de vader van Edward DeBartolo Jr., die de eigenaar was van de San Francisco 49ers uit de National Football League.
De Maulers speelden in het Three Rivers Stadium.